# Безопасность пищевых продуктов
Безопасность пищевых продуктов — научная дисциплина, описывающая обработку, приготовление и хранение пищевых продуктов способами, предотвращающими заражение болезнями пищевого происхождения. Возникновение двух или более случаев схожих заболеваний в результате приема обычной пищи известно как вспышка болезней пищевого происхождения.
Небезопасная пища — это пища, содержащая болезнетворные бактерии, вирусы, паразитов или вредные химические вещества, она вызывает более 200 заболеваний от диареи до онкологических заболеваний и инвалидизирующих инфекционных заболеваний.
Безопасность пищевых продуктов, питания и продовольственной безопасности неразрывно связаны. Небезопасные продукты вызывают замкнутый круг неполноценного питания и болезней, что особенно затрагивает детей раннего и грудного возраста, пожилых и больных людей.

## Повышения безопасности пищевых продуктов

### Пять ключевых принципов
ВОЗ предоставляет 5 простых правил для повышения безопасности пищи:
1. Соблюдать чистоту (мытьё рук и поверхностей).
2. Отделять сырые продукты от продуктов, подвергшихся тепловой обработке.
3. Подвергать продукты тщательной (Температура выше 70 °C не менее 30 секунд или до кипения) тепловой обработке[4].
4. Хранить продукты при безопасной температуре (опасная температура составляет от 5 °C до 60 °C, когда микроорганизмы размножаются очень быстро)[4].
5. Использовать безопасную воду и безопасные сырые продукты (мытые овощи, обработанная пища, например, пастеризованное молоко).

## Распространение
По оценкам ВОЗ, от небезопасных продуктов ежегодно заболевает 600 миллионов человек, примерно каждый десятый житель планеты, и умирает 420 тысяч, это приводит к потере 33 миллионов лет здоровой жизни (DALY). 40 % болезней вызванных небезопасной пищей приходится на детей до 5 лет, ежегодно унося жизни 125 000 детей.

## Экономический ущерб
Ежегодно в странах с низким и средним уровнем дохода экономические потери из-за небезопасных продуктов составляют 110 млрд долл. США.

## Химическая пищевая безопасность
Потенциально опасные химические и биологические вещества накапливаются в пищевых продуктах через биологическую и пищевую цепи, включающие все этапы от производства до упаковки. Химические вещества в пище делятся на три категории: собственно компоненты пищевых продуктов (специфические для определенных продуктов растительного и животного происхождения), пищевые добавки (специально вносимые для достижения технологического эффекта) и контаминанты из окружающей среды, причем чужеродные вещества пищи включают последние две категории.
Наиболее распространенными и токсичными контаминантами пищевых продуктов являются токсические элементы, нитраты, нитриты, нитрозоамины, гистамин, пестициды, антибиотики, радионуклиды, полициклические ароматические углеводороды (ПАУ), диоксины и диоксиноподобные соединения, а также бактерии с их токсинами и микотоксины, которые представляют значительную угрозу для безопасности пищевых продуктов.

### Токсины
Наибольшую угрозу для здоровья человека представляют природные токсины и загрязняющие вещества окружающей среды. К природным токсинам относятся микотоксины (афлатоксин, охратоксин), морские биотоксины, цианогенные гликозиды и токсины ядовитых грибов, которые могут присутствовать в повседневных продуктах и вызывать поражение иммунной системы, нарушения развития и онкологические заболевания.
Среди загрязняющих веществ выделяются стойкие органические загрязнители (диоксины, полихлорированные бифенилы), накапливающиеся в пищевой цепи и вызывающие репродуктивные нарушения, гормональные сбои и рак; тяжелые металлы (свинец, кадмий, ртуть), поражающие нервную систему и почки; а также радионуклиды, пищевые аллергены и остаточные количества лекарственных препаратов, попадающие в продукты в процессе производства или из окружающей среды.

### Нитраты, нитриты и нитрозосоединения
Нитраты поступают в пищевые продукты из азотсодержащих удобрений и пищевых добавок, причем их концентрация повышается при нарушении агрохимических технологий и в ранних овощах. Опасность нитратов заключается в их способности окисляться до нитритов, вызывающих образование метгемоглобина (опасно при концентрации более 40%), а также превращаться в канцерогенные нитрозосоединения, которые могут образовываться при термической обработке, солении и длительном хранении продуктов, особенно в копченых мясных и рыбных изделиях и пивоваренном солоде, для которых установлены допустимые уровни содержания этих веществ.

### Гистамин
Гистамин, естественно присутствующий в продуктах питания в небольших количествах, может накапливаться до токсичных уровней при нарушении условий хранения и обработки, особенно в некоторых видах рыб (тунец, скумбрия), что приводит к пищевым отравлениям; повышенное содержание гистамина формируется в период между выловом и замораживанием рыбы, при хранении без охлаждения, нарушении режима холодильного хранения или несоблюдении технологии оттаивания и сроков хранения перед термической обработкой.

### Пестициды
Химический метод защиты растений получил широкое распространение в период активного развития химии, когда синтетические пестициды стали основным средством борьбы с вредителями, болезнями и сорняками растений и животных, однако их применение представляет серьезную опасность для здоровья человека как при прямом контакте, вызывая острые отравления вплоть до летального исхода, так и при косвенном воздействии через пищевые цепи, что может негативно влиять на здоровье и генетический аппарат людей.

### Полициклические и ароматические углеводороды (ПАУ)
Полициклические и ароматические углеводороды (ПАУ) - канцерогенные вещества, широко распространенные в окружающей среде (воде, воздухе, дыме, выхлопных газах, продуктах питания), способные вызывать рак даже при малых дозах. Канцерогенная активность ПАУ на 70-80% обусловлена бензапиреном, по содержанию которого оценивают степень онкогенной опасности продуктов; особенно много его образуется при копчении, поэтому бензапирен контролируется в зерне, копченых мясных и рыбных продуктах, а его присутствие полностью запрещено в детском и диетическом питании.

## Антибиотики в пищевых продуктах
Пищевые продукты могут содержать как естественные антибиотические вещества (в меде, пряностях, чесноке), так и искусственно внесенные антибиотики, попадающие в продукты в результате ветеринарного лечения животных, использования биостимуляторов роста или консервантов. Употребление продуктов с антибиотиками приводит к аллергическим реакциям и развитию резистентных штаммов бактерий, что создает серьезную угрозу для здоровья человека, делая многие инфекции трудноизлечимыми или неизлечимыми.
Для обеспечения безопасности продуктов животного происхождения необходимо строгое соблюдение регламентов применения антибиотиков в животноводстве, соблюдение сроков ожидания перед убоем и контроль остаточных количеств антибиотиков. В ряде стран, включая ЕС, с 2006 года введены запреты на использование антибиотиков в качестве стимуляторов роста животных. В продуктах питания контролируются различные типы антибиотиков: в мясе и мясопродуктах - гризин, бацитрацин, тетрациклины, левомицетин; в молочных продуктах - пенициллин, стрептомицин, тетрациклины, левомицетин; в яйцах - бацитрацин, тетрациклины, стрептомицин, левомицетин, причем их наличие не допускается.

## Радионуклиды в пищевых продуктах
Опасность внутреннего облучения связана с накоплением радионуклидов в организме через продукты питания, причем их биологическое воздействие аналогично внешнему облучению; источниками радиоактивного загрязнения окружающей среды являются испытания ядерного оружия, добыча и переработка ториевых руд, производство уранового топлива, работа ядерных реакторов, переработка ядерного топлива для извлечения радионуклидов, а также хранение и захоронение радиоактивных отходов.
Употребление загрязненных радионуклидами продуктов повышает внутреннее облучение организма, причем степень риска зависит от типа радионуклидов и полученной дозы. Радиоактивный йод, имеющий период полураспада 8 дней, накапливается в щитовидной железе, повышая риск рака, но его накопление можно предотвратить приемом таблеток стабильного йода (йодида калия); в то время как радиоактивный цезий с периодом полураспада 30 лет распределяется в организме более равномерно, сохраняется в окружающей среде годами и также может повышать риск развития некоторых видов рака.

### Меры реагирования на радиологическую или ядерную аварии
Радиологическая или ядерная аварийная ситуация требует мер, аналогичных другим чрезвычайным ситуациям с загрязнением продуктов питания, включая немедленные превентивные действия на ранних этапах (укрытие продовольствия и кормов пластиковой пленкой, закрытие вентиляции в теплицах, перемещение скота в укрытия, сбор созревшего урожая до выпадения осадков) и долгосрочные меры в серьезно загрязненных районах (отказ от употребления местного молока, овощей, мяса, рыбы, грибов и дикорастущих растений), при этом безопасными остаются только продукты в герметичной упаковке, расфасованные до аварии.

### Стандарты содержания радионуклидов в продуктах питания
В России нормативы содержания радионуклидов составляют 25-200 Бк/кг для стронция-90 и 40-500 Бк/кг для цезия-137, при этом наибольшему риску радиационного загрязнения подвержены продукты с территорий, пострадавших от аварий на Чернобыльской АЭС и ПО "Маяк", а также районов испытаний ядерного оружия, хотя вероятность поступления таких продуктов в продажу невелика благодаря многоступенчатой системе контроля. Радиационная безопасность пищевых продуктов регулируется двумя нормативными документами: допустимые уровни удельной активности цезия-137 и стронция-90 устанавливаются техническими регламентами Таможенного союза, а безопасность продуктов, загрязненных другими радионуклидами, определяется СанПиН 2.6.1.2523-09 «Нормы радиационной безопасности» (НРБ-99/2009).
Международные стандарты содержания радионуклидов в продуктах питания после ядерных аварий установлены Комиссией "Кодекс Алиментариус" ФАО и ВОЗ в виде рекомендуемых уровней (РУ), при непревышении которых продукты считаются безопасными для потребления. При превышении РУ национальные правительства самостоятельно решают вопрос о допуске таких продуктов на рынок, а в случае массированного радиоактивного загрязнения могут устанавливать собственные значения РУ; для продуктов с малым объемом потребления (например, специй) допускается десятикратное увеличение РУ. Подробные стандарты содержатся в документе CODEX STAN 193-1995, а дополнительная информация представлена в технических документах TECDOC 1788 (2016) и "Контроль радиоактивности питьевой воды" (2018).

## Контролирующие пищевую безопасность организации
Контроль безопасности пищевых продуктов во всем мире осуществляется через сеть национальных и международных регулирующих органов, действующих в рамках установленных законодательных норм. В развитых странах эту функцию выполняют специализированные агентства, такие как FDA (США), EFSA (Европейский Союз), Роспотребнадзор (Россия), FSA (Великобритания) и CFIA (Канада), которые разрабатывают стандарты, проводят инспекции, осуществляют мониторинг и тестирование продукции, а также принимают меры реагирования при выявлении небезопасных продуктов. На международном уровне координацию усилий обеспечивают Комиссия Кодекс Алиментариус, ВОЗ и ФАО, разрабатывающие глобальные рекомендации и стандарты, способствующие гармонизации требований и содействующие международной торговле безопасными пищевыми продуктами, что в совокупности образует комплексную систему, направленную на защиту здоровья потребителей и предотвращение пищевых рисков.

#### США
- Управление по санитарному надзору за качеством пищевых продуктов и медикаментов (Food and Drug Administration, FDA)
- Министерство сельского хозяйства США (United States Department of Agriculture, USDA)
- Служба безопасности и инспекции пищевых продуктов (Food Safety and Inspection Service, FSIS)

#### Европейский Союз
- Европейское агентство по безопасности продуктов питания (European Food Safety Authority, EFSA)
- Генеральный директорат по здравоохранению и безопасности пищевых продуктов (Directorate-General for Health and Food Safety, DG SANTE)

#### Россия
- Федеральная служба по надзору в сфере защиты прав потребителей и благополучия человека (Роспотребнадзор)
- Федеральная служба по ветеринарному и фитосанитарному надзору (Россельхознадзор)

#### Великобритания
- Агентство по пищевым стандартам (Food Standards Agency, FSA)
- Департамент окружающей среды, продовольствия и сельского хозяйства (Department for Environment, Food and Rural Affairs, DEFRA)

#### Канада
- Канадское агентство по инспекции пищевых продуктов (Canadian Food Inspection Agency, CFIA)
- Министерство здравоохранения Канады (Health Canada)

#### Австралия и Новая Зеландия
- Управление по пищевым стандартам Австралии и Новой Зеландии (Food Standards Australia New Zealand, FSANZ)

#### Япония
- Комиссия по безопасности пищевых продуктов (Food Safety Commission, FSC)
- Министерство здравоохранения, труда и благосостояния (Ministry of Health, Labour and Welfare, MHLW)

#### Китай
- Государственное управление по регулированию рынка (State Administration for Market Regulation, SAMR)
- Государственный комитет по делам здравоохранения КНР (National Health Commission, NHC)

#### Международные организации
- Комиссия Кодекс Алиментариус (Codex Alimentarius Commission)
- Всемирная организация здравоохранения (World Health Organization, WHO)
- Продовольственная и сельскохозяйственная организация ООН (Food and Agriculture Organization, FAO)

## Независимые международные лаборатории по контролю качества продуктов питания
Организации предоставляют независимую оценку качества и безопасности пищевых продуктов, проводят испытания на содержание загрязняющих веществ, пестицидов, антибиотиков, микробиологическую безопасность и другие параметры в соответствии с международными стандартами.

### Крупнейшие международные лабораторные сети
- SGS (Société Générale de Surveillance) - швейцарская компания, одна из ведущих мировых организаций в области инспекции, верификации, тестирования и сертификации пищевых продуктов с сетью лабораторий в более чем 140 странах.
- Eurofins Scientific - международная лабораторная группа со штаб-квартирой в Люксембурге, управляющая сетью из более 900 лабораторий в 50 странах, специализирующихся на анализе пищевых продуктов, воды, фармацевтических препаратов и окружающей среды.
- Bureau Veritas - французская компания с глобальной сетью лабораторий, предоставляющая услуги по тестированию, инспекции и сертификации в области пищевой безопасности.
- Intertek - британская многонациональная компания с лабораториями в более чем 100 странах, предоставляющая услуги по тестированию качества и безопасности пищевых продуктов.
- TÜV SÜD - немецкая организация, предоставляющая независимые услуги тестирования и сертификации пищевой продукции по всему миру

### Международные референтные лаборатории
- Референтные лаборатории Европейского Союза (European Union Reference Laboratories, EURLs) - сеть специализированных лабораторий, назначенных Европейской комиссией для различных видов контроля пищевых продуктов.
- Референтные лаборатории ФАО/ВОЗ (FAO/WHO Reference Laboratories) - лаборатории, назначенные Продовольственной и сельскохозяйственной организацией ООН и Всемирной организацией здравоохранения.
- Международная ассоциация официальных химиков-аналитиков (AOAC International) - организация, разрабатывающая стандартизированные методы анализа пищевых продуктов, используемые международными лабораториями.

### Международные научно-исследовательские институты
- Объединенный исследовательский центр Европейской комиссии (Joint Research Centre, JRC) - имеет несколько исследовательских институтов, включая Институт эталонных материалов и измерений, проводящий независимые исследования пищевой безопасности.
- Международная сеть лабораторий анализа пищевых продуктов (International Food Network, IFN) - глобальное объединение независимых лабораторий пищевого тестирования.

## Инциденты пищевой безопасности
- 1955-1959, Япония. Болезнь Минамата: Массовое отравление ртутью через потребление рыбы из загрязненного залива Минамата[8].
- 1971-1972, Ирак. Ртутное отравление в Ираке: Употребление зерна, обработанного ртутьсодержащими фунгицидами, привело к отравлению более 6500 человек[9].
- 1981, Испания. Синдром токсического масла - это мышечно-скелетное заболевание, вызвавшее масштабную вспышку в Испании в 1981 году. Эпидемия поразила около 25 600 человек, из которых более 4 000 умерли в течение нескольких месяцев, а несколько тысяч остались инвалидами. Предполагается, что причиной стало загрязненное рапсовое масло[10].
- 1985, Австрия. Винный скандал с диэтиленгликолем: Добавление антифриза в вино для улучшения вкуса, пострадали десятки людей[11].
- 2008, Китай. Меламиновый скандал: Добавление меламина в молочные продукты для увеличения содержания белка привело к заболеванию 300 000 детей[12].
- В 2008-2009 в США годах произошла крупнейшая вспышка сальмонеллеза, связанная со сливочным арахисовым маслом марки King Nut, в результате которой заболели 714 человек и девять скончались. В 2012 году была зафиксирована еще одна вспышка, когда 42 человека заразились сальмонеллой через арахисовое масло Trader Joe's, произведенное компанией Sunland[13].
- 2011, Германия. Вспышка кишечной инфекции E.coli O104:H4: Зараженные свежие овощи привели к 53 смертям и более 4000 случаев инфицирования[14].
- 2017-2018, Южная Африка. Вспышка листериоза: Крупнейшая в истории вспышка листериоза, связанная с готовым к употреблению мясом, более 200 смертей.
- 2022, США/Канада. Заражение лука сальмонеллой: Более 1000 заболевших[15].

## Всемирный день безопасности пищевых продуктов
Седьмого июня 2019 впервые начали отмечать Всемирный день безопасности пищевых продуктов. В 2020 году он отмечался в разгар кризиса вызванного COVID-19. ВОЗ подмечает что несмотря на важность проблемы COVID-19 нельзя уменьшать усилия по борьбе с другими проблемами общественного здоровья в том числе над безопасностью пищевых продуктов.